# UFC on ESPN: Chiesa vs. Magny
UFC on ESPN: Chiesa vs. Magny (conosciuto anche come UFC on ESPN 20, oppure UFC Fight Island 8) è stato un evento di arti marziali miste tenuto dalla Ultimate Fighting Championship il 20 gennaio 2021 all'Etihad Arena di Abu Dhabi, negli Emirati Arabi.

## Risultati
|                  | Divisione            |                      |                 |                          | Metodo                                      | Round           | Tempo           | Premio          |
| Card Principale  | Card Principale      | Card Principale      | Card Principale | Card Principale          | Card Principale                             | Card Principale | Card Principale | Card Principale |
| ---------------- | -------------------- | -------------------- | --------------- | ------------------------ | ------------------------------------------- | --------------- | --------------- | --------------- |
|                  | Pesi welter          | Michael Chiesa       | batte           | Neil Magny               | Decisione unanime (49–46, 49–46, 49–46)     | 5               | 5:00            |                 |
|                  | Pesi welter          | Warlley Alves        | batte           | Mounir Lazzez            | KO tecnico (calci al corpo e pugni)         | 1               | 2:35            | POTN            |
|                  | Pesi mediomassimi    | Isaac Villanueva     | batte           | Vinicius Moreira         | KO (pugno)                                  | 2               | 0:39            |                 |
|                  | Pesi mosca femminili | Viviane Araújo       | batte           | Roxanne Modafferi        | Decisione unanime (30–27, 30–27, 30–26)     | 3               | 5:00            |                 |
|                  | Pesi mosca           | Matt Schnell         | batte           | Tyson Nam                | Decisione non unanime (29–28, 28–29, 29–28) | 3               | 5:00            |                 |
|                  | Pesi piuma           | Lerone Murphy        | batte           | Douglas Silva de Andrade | Decisione unanime (29–28, 29–28, 30–27)     | 3               | 5:00            |                 |
|                  | Pesi medi            | Omari Akhmedov       | batte           | Tom Breese               | Sottomissione (arm-triangle choke)          | 2               | 1:41            |                 |
| Card Preliminare |                      |                      |                 |                          |                                             |                 |                 |                 |
|                  | Pesi gallo           | Ricky Simon          | batte           | Gaetano Pirrello         | Sottomissione (arm-triangle choke)          | 2               | 4:00            |                 |
|                  | Pesi mosca           | Su Mudaerji          | batte           | Zarrukh Adashev          | Decisione unanime (29–28, 29–28, 30–27)     | 3               | 5:00            |                 |
|                  | Pesi medi            | Dalcha Lungiambula   | batte           | Markus Perez             | Decisione unanime (29–28, 29–28, 29–28)     | 3               | 5:00            |                 |
|                  | Pesi mosca           | Francisco Figueiredo | batte           | Jerome Rivera            | Decisione unanime (29–28, 29–28, 29–28)     | 3               | 5:00            |                 |
|                  | Pesi leggeri         | Mike Davis           | batte           | Mason Jones              | Decisione unanime (29–28, 29–28, 29–28)     | 3               | 5:00            | FOTN            |
|                  | Pesi gallo           | Umar Nurmagomedov    | batte           | Sergey Morozov           | Sottomissione tecnica (rear-naked choke)    | 2               | 3:39            | POTN            |
|                  | Pesi mosca femminili | Manon Fiorot         | batte           | Victoria Leonardo        | KO tecnico (calcio alla testa e pugni)      | 2               | 3:39            |                 |

## Premi
I lottatori premiati ricevettero un bonus di 50.000 dollari.
Legenda:
- FOTN: Fight of the Night (vengono premiati entrambi gli atleti per il miglior incontro dell'evento)
- POTN: Performance of the Night (viene premiato il vincitore per la migliore performance dell'evento)